# 威尼斯路上的聖母無玷始胎堂
威尼斯路上的圣母无玷始胎堂（義大利語：Chiesa di Santa Maria Immacolata a via Veneto），又称嘉布遣会圣母无玷始胎堂（Santa Maria della Concezione dei Cappuccini），是意大利罗马的一座罗马天主教聖堂，由教宗乌尔班八世修建于1626年，他的兄弟安东尼奥·巴贝里尼枢机是一位方濟嘉布遣會修士。它位于威尼托街，靠近巴贝里尼广场.

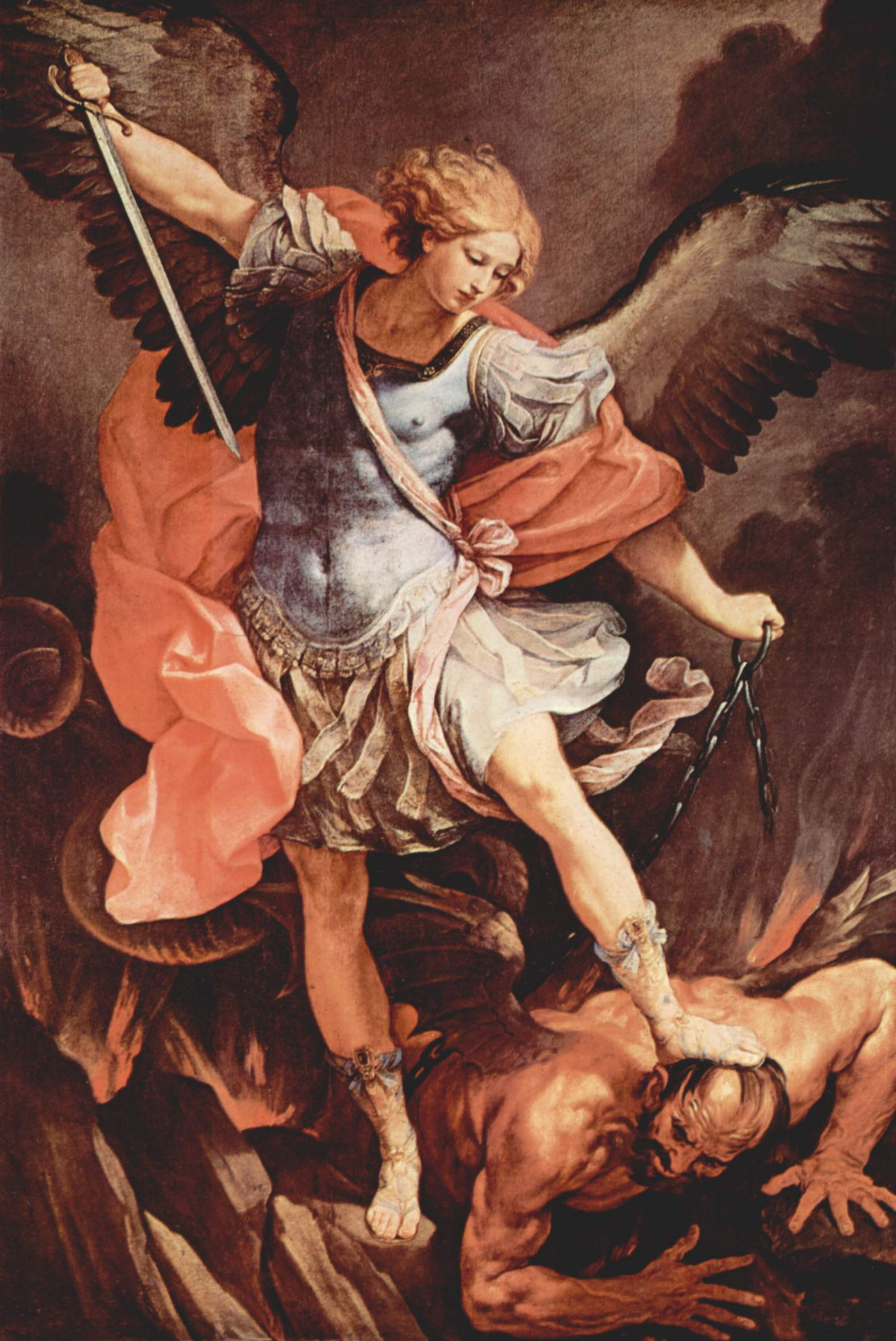
《大天使長米迦勒》，圭多·雷尼所繪

## 人骨教堂
1631年，安东尼奥·巴贝里尼枢机下令将成千上万嘉布遣修士的遗骨从Lucchesi街修道院挖掘出来，转移到嘉布遣圣母无玷始胎堂的地下室。这些遗骨沿着墙壁放置，修士们和贫穷的罗马人死后也埋在这里，他们的墓在目前弥撒小堂的地板下面。嘉布遣会修士们每天晚上就寝前来这里祈祷。纳骨堂的第一个房间内书“你们的现在就是我们的过去，我们的现在就是你们的将来”。

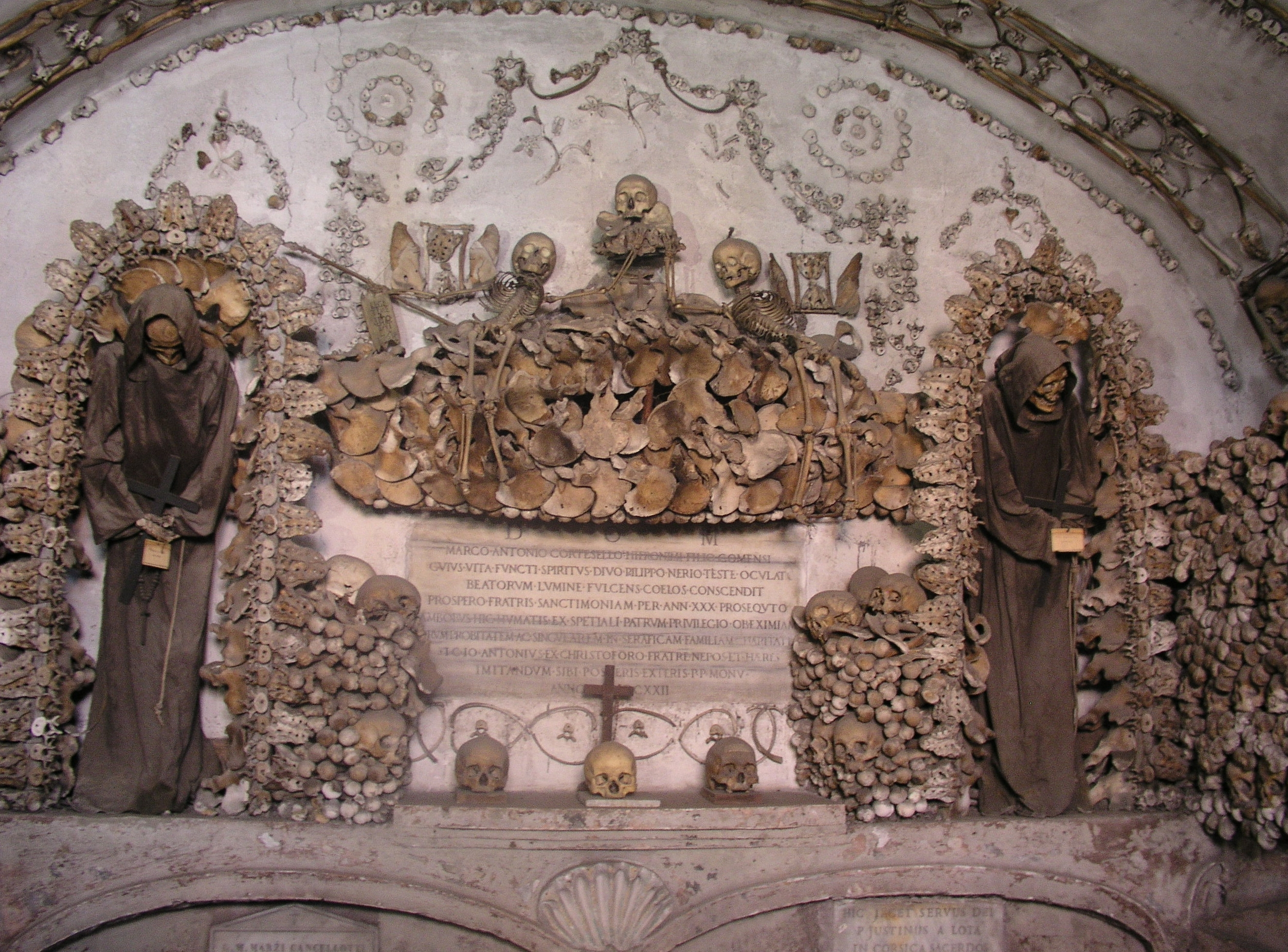
人骨教堂
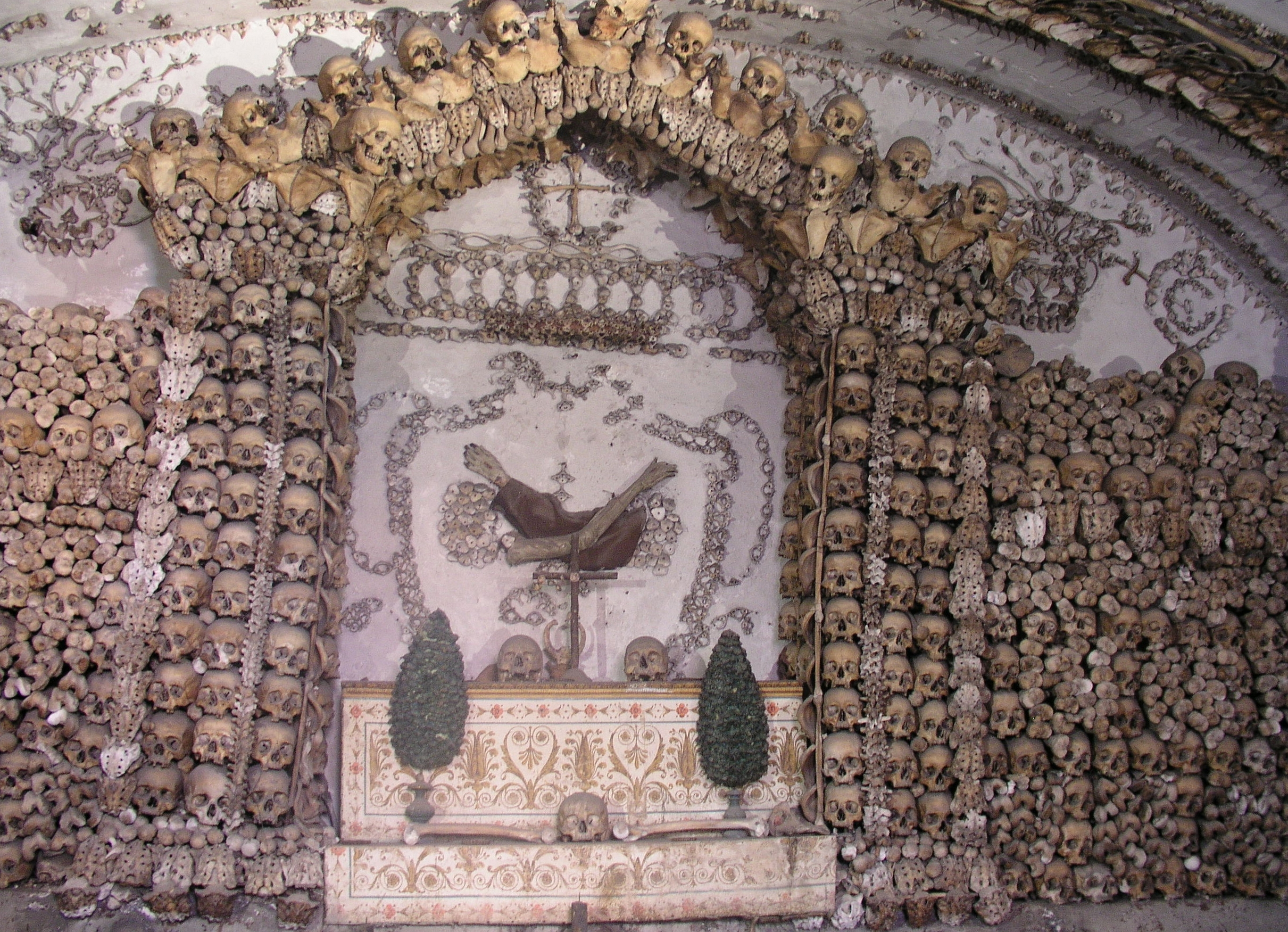
人骨教堂
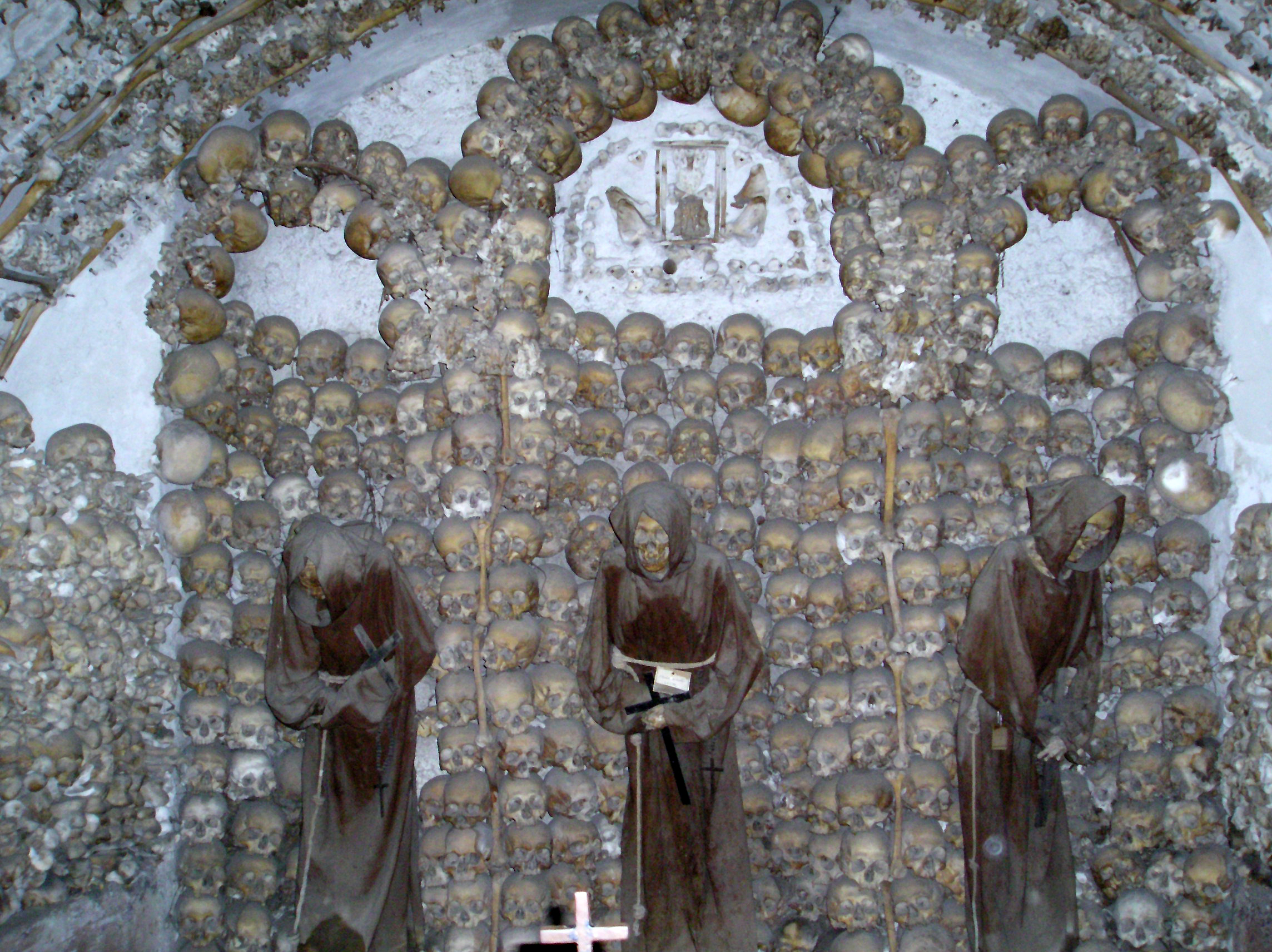
人骨教堂
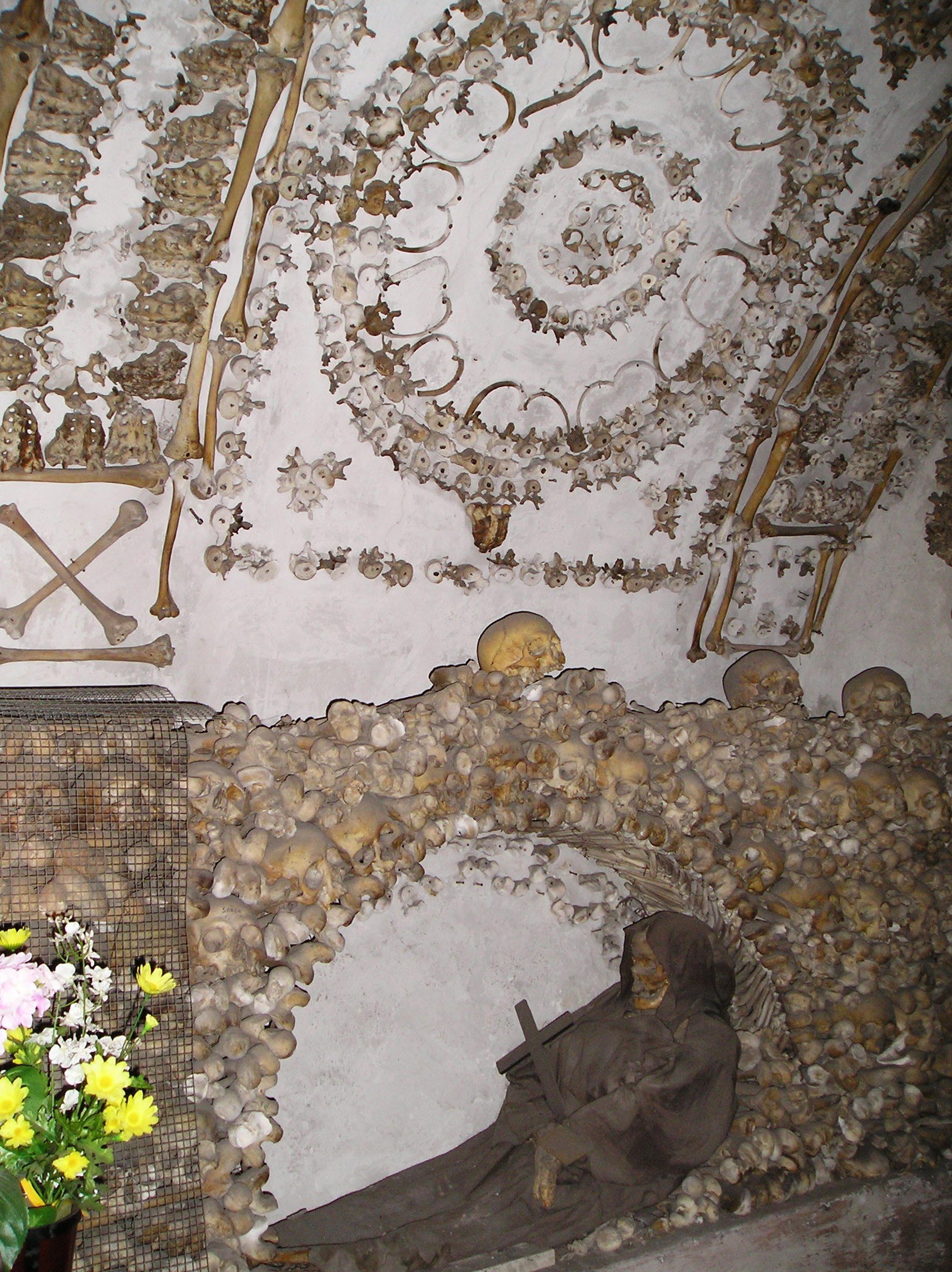
人骨教堂
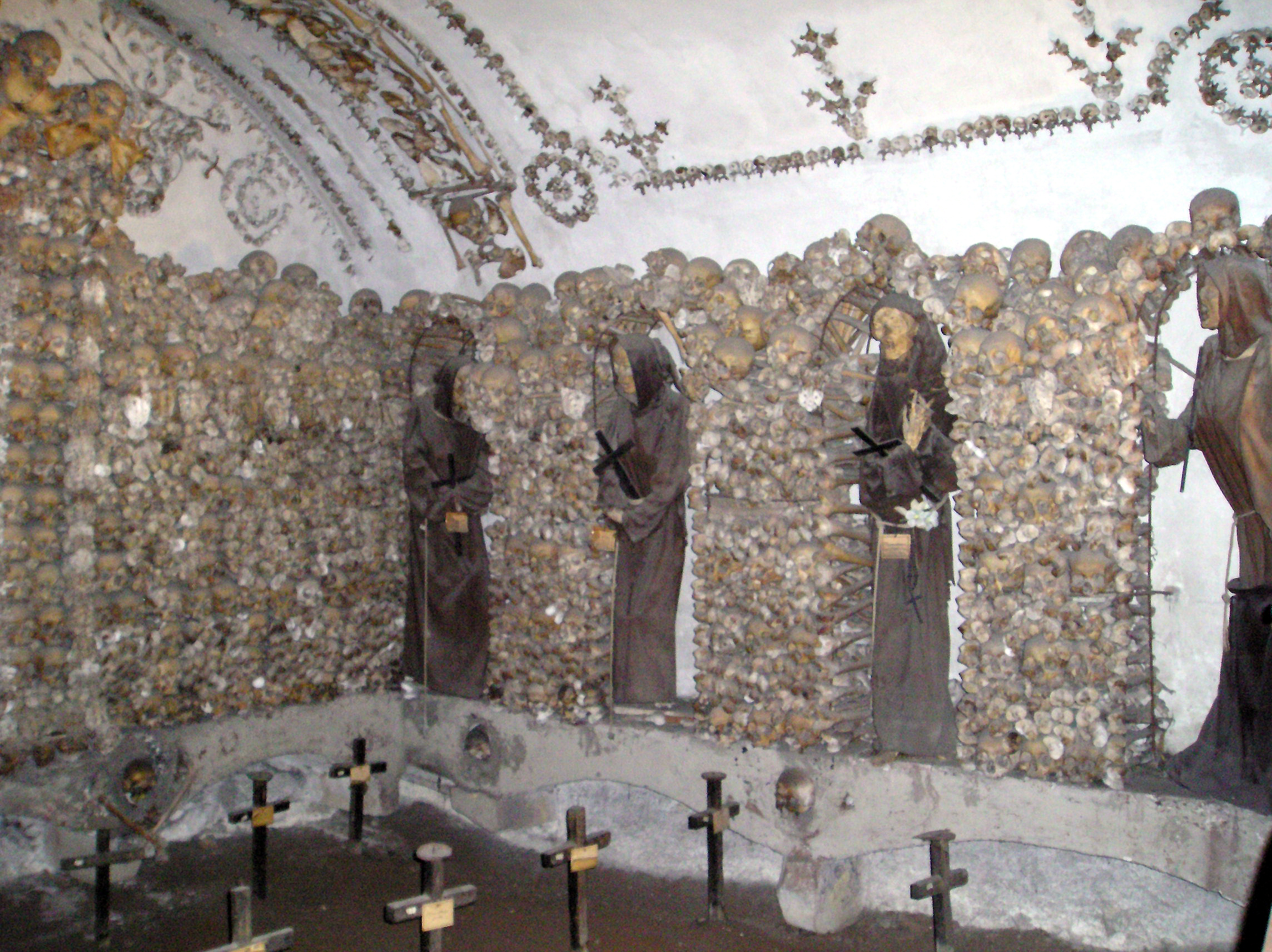
罗马人骨教堂

## 外部連結
- Official website (Italian) （页面存档备份，存于）

41°54′16.7″N 12°29′19.2″E / 41.904639°N 12.488667°E